# Dermatobranchus pustulosus
Dermatobranchus pustulosus is een slakkensoort uit de familie van de Arminidae. De wetenschappelijke naam van de soort is voor het eerst geldig gepubliceerd in 1824 door van Hasselt.